# Heijō-kyō

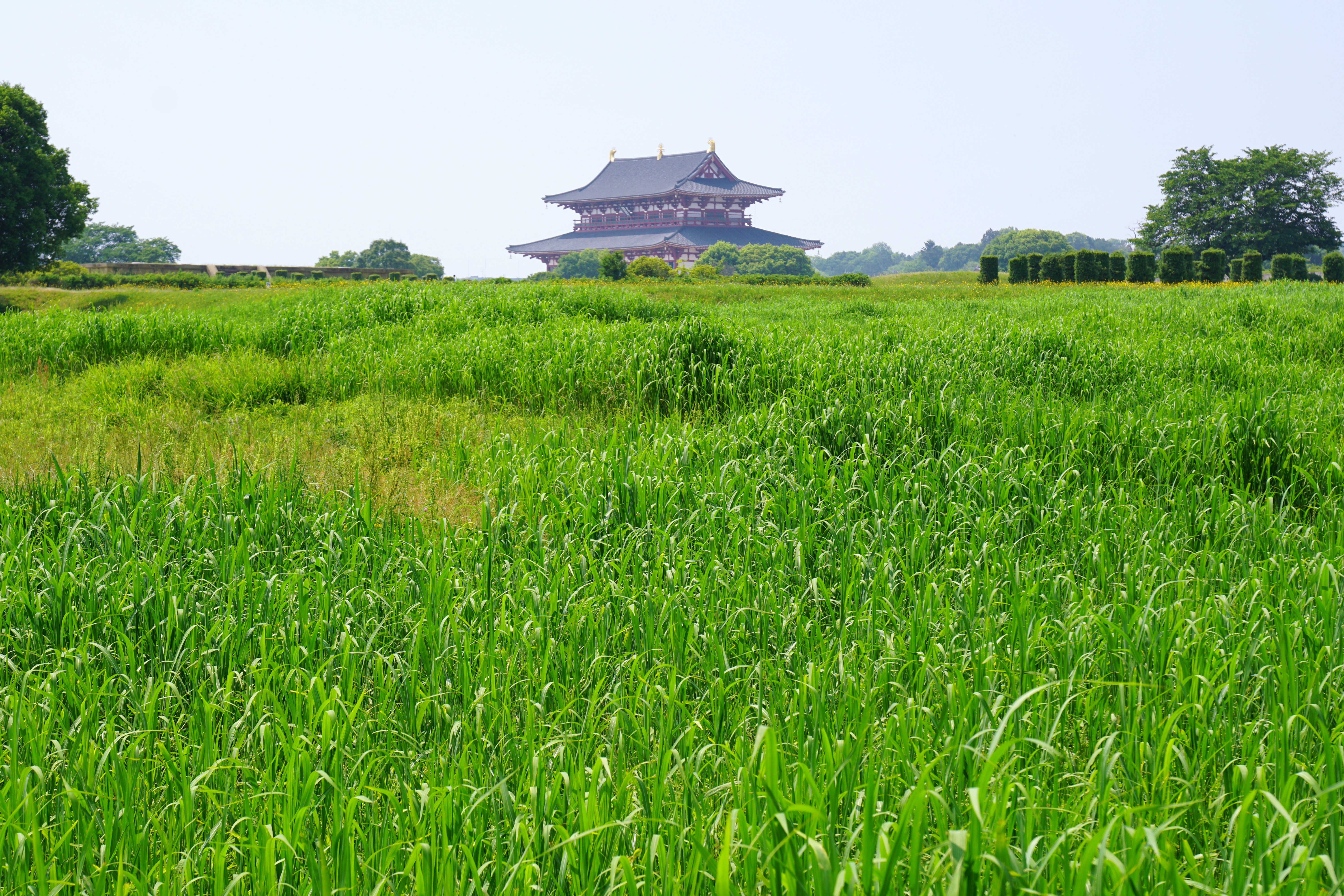
Heijō-kyō ruins

Heijō-kyō (Bình Thành Kinh) là trung tâm chính trị, thủ đô của Nhật Bản vào thời Nara, vì vậy cũng được gọi là kinh đô Nara. Heijō-kyō  nằm ở vùng phụ cận của hai thành phố Nara và Yamatokooriyama thuộc tỉnh Nara ngày nay, được xây dựng mô phỏng theo kiến trúc kinh đô Trường An triều Đường và thành Lạc Dương triều Bắc Ngụy của Trung Quốc. Là trạm cuối cùng của "con đường tơ lụa",  Heijō-kyō sớm trở thành một thành thị quốc tế sầm uất. Vì lẽ đó mà đương thời ở đây không chỉ có người Nhật Bản mà còn có thể bắt gặp nhiều người ngoại quốc từ những nơi xa xôi như nhà Đường (Trung Quốc), Tân La (Triều Tiên),... cho đến tận những vùng phụ cận Ấn Độ.

## Lịch sử

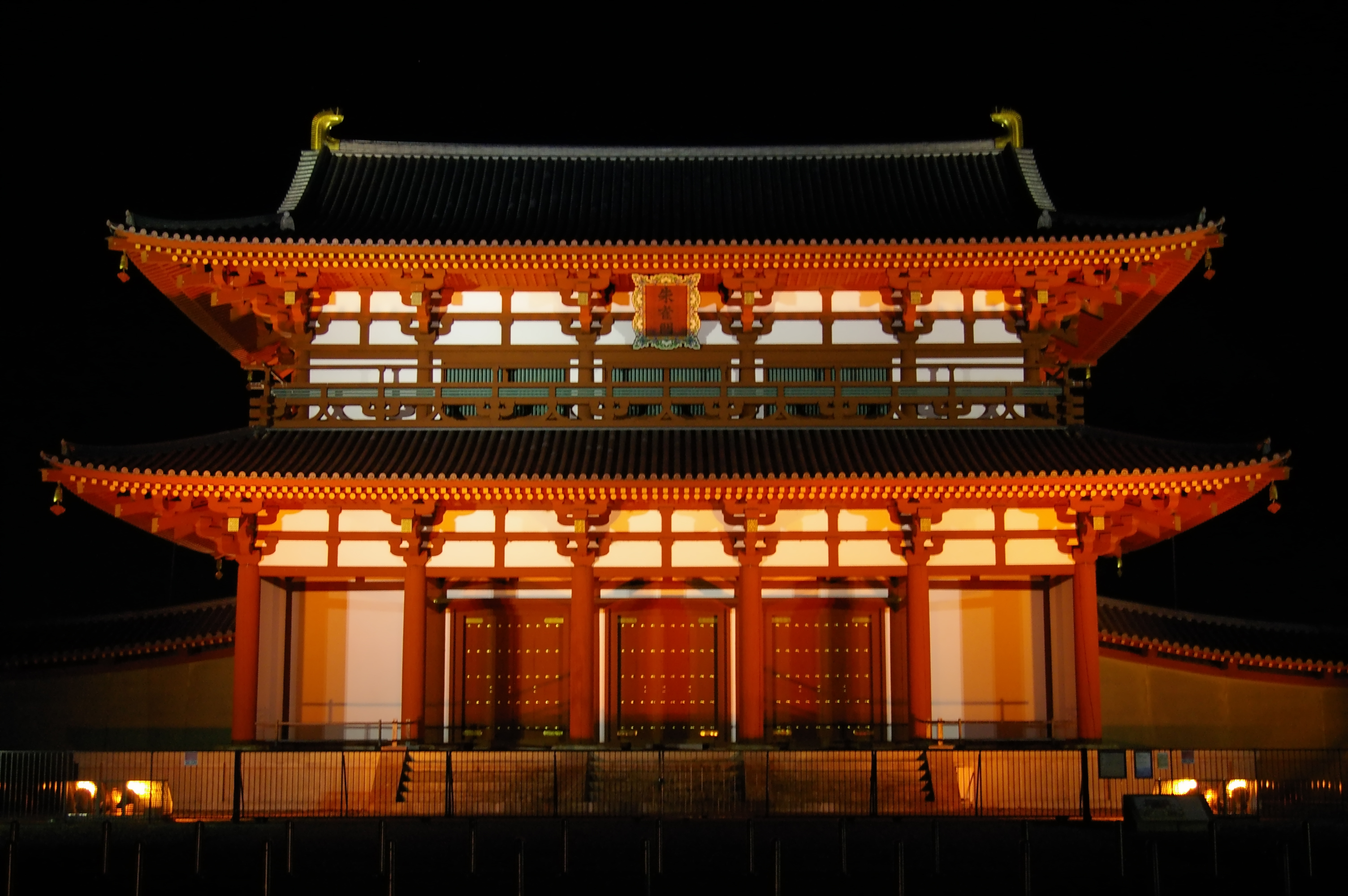
Chu Tước Môn

Việc dời đô từ Fujiwara-kyō đến Heijō-kyō bắt đầu được đưa ra xem xét từ năm 707 (năm Khánh Vân thứ 4) và đến năm 708 (năm Hòa Đồng thứ nhất) thì nữ Thiên hoàng Nguyên Minh hạ chiếu dời đô: "Kinh đô là nơi tụ hội bá quan, nhân gian tứ hải. Nay xét thấy đất vùng Heijō có ba mặt giáp núi cao, phía nam thông ra biển. Âu cũng là hợp với điềm báo vậy." Có ý kiến cho rằng, sau khi dời đô đến Heijō vào năm 710 (năm Hòa Đồng thứ 3) thì lúc này hầu hết các công trình trọng yếu như Nội điện, Chính điện và nhiều quan xá khác đều đã hoàn thành, còn các công trình còn lại như chùa chiền, đền miếu, phủ đệ,... lại được xây dựng dần dần sau đó, mãi cho đến khi dời đô đến Nagaoka-kyō ở Yamashiro (một trong 5 kuni thuộc vùng lân cận kinh thành Heijō gọi là kinai).
Từ năm 740, do tình hình chính trị bất ổn, Thánh Vũ Thiên hoàng (聖武天皇) đã lần lượt dời đô đến Kuni-kyō ở Yamashiro, Shigaraki-kyō và Naniwa-kyō ở Omi. Đến năm 745 thì lại một lần nữa dời đô trở về Heijō-kyō. Sau đó thì đóng đô trong suốt thời gian 74 năm. Heijō-kyō trở thành một trung tâm chính trị quan trọng của Nhật Bản mãi cho đến khi dời đô đến Nagaoka-kyō vào năm 784 (năm Enryaku thứ 3). Từ sau khi dời đô đến Nagaoka ở Yamashiro thì Heijō-kyō cũng được gọi là kinh đô phương Nam (Nanto).

## Tên gọi
Vào đương thời với ưu thế độc tôn của chữ Hán và loại chữ viết manyōgana, kinh đô thời Nara này chỉ đơn giản được ghi lại bằng 3 chữ Hán 「平城京」 (Bình Thành Kinh). Mãi về sau đến nửa sau thời Heian mới hình thành hoàn chỉnh loại chữ viết hiragana nên khó lòng biết được cách phát âm chính xác vào lúc đó của 3 chữ Hán này là như thế nào. Trước đây sách giáo khoa phổ thông của Nhật đều phiên âm 3 chữ này là heijōkyō. Hiện nay nhiều sách giáo khoa lại phiên thành heizeikyō. Sự thật là, vì cả tên gọi Thiên hoàng Heizei (774 – 824) thời Heian cũng đọc là heizei (có ghi chép chính thức) và vì tổ hợp âm heijō lại là cách kết hợp không chuẩn của một âm Hán hei của chữ 「平」(Bình) và một âm Hán thời Ngô là "jō" của chữ 「城」(Thành) nên theo quy tắc ghi âm Hán chuẩn lẽ ra phải được thống nhất lại là heizei. Tuy vậy, từ trước đến nay cách đọc heijō đã quá phổ biến và ngay cả trong sự kiện Kỉ niệm 1300 năm dời đô đến Heijō-kyō được tổ chức ở tỉnh Nara cũng được phát âm là heijō nên vẫn giữ nguyên như thế.
Có ý kiến cho rằng, như ngày nay đều gọi là heijōkyō hoặc heizeikyō là gọi theo âm Hán, kỳ thực vào thời đó người Nhật gọi là nara no miyako (kinh đô Nara), theo âm Nhật thuần. Có vài giả thuyết về việc tại sao lại đọc 2 chữ Hán 平城 là nara mà trong đó, theo thuyết được đa số ý kiến tán thành thì là do 2 chữ 平城 có nghĩa là "kinh đô bằng phẳng"「平坦な都」('heitan na miyako'). Hiện nay trong tiếng Nhật cũng gọi việc "san lấp phẳng những bề mặt mấp mô" là 「土地をならす」(tochi o narasu), vậy là từ nara bao hàm ý nghĩa "bằng phẳng". Tóm lại, theo thuyết này thì tên gọi nara có ý nghĩa là chỉ việc dời đô từ Asuka-kyō tọa lạc giữa vùng núi non trùng điệp sang vùng chính giữa bồn địa Nara bằng phẳng. Do đó mà dùng chữ Hán  平  (Bình) để biểu thị ý nghĩa này. Và để ghi tên địa danh có ý nghĩa tốt đẹp bằng 2 chữ Hán theo kiểu Trung Quốc người ta đã dùng thêm chữ  城  (Thành) trong từ 'thành thị' để tạo thành tổ hợp 平城 và sử dụng làm tên kinh đô.
Ngoài ra, âm nara khi biểu diễn theo kiểu chữ manyōgana sẽ thành 2 chữ Hán 奈良 (Nại Lương) hoặc 寧楽 (Ninh Lạc).  Đã từng có học giả nêu lên mối liên hệ giữa âm nara này với từ  나라 (nara) (có nghĩa là "nước, quốc gia") trong tiếng Triều Tiên, tuy nhiên hiện nay quan điểm này tương đối không được tán thành.

## Cấu trúc thành thị

### Khái quát

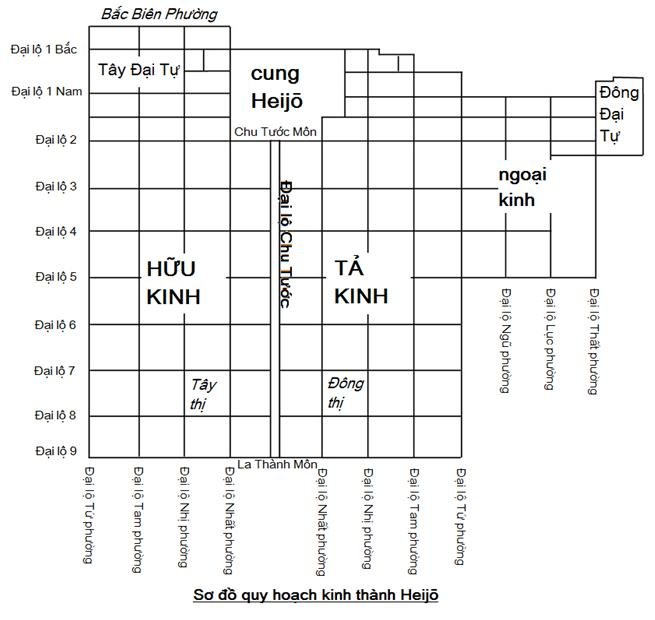
Sơ đồ quy hoạch kinh thành Heijō

Kinh thành Heijō có dạng hình chữ nhật kéo dài theo hướng Nam Bắc với đại lộ Chu Tước ở ngay chính giữa tựa như một trục chia toàn bộ vùng kinh thành Heijō thành 2 phần đối xứng là Tả kinh và Hữu kinh. Xa hơn về phía Tả kinh là một vùng đất dốc, ở đây người ta thiết lập một vùng gọi là Ngoại kinh, vùng này tương đương với khu trung tâm thành phố Nara ngày nay. Theo trục Đông Tây, kinh thành chia thành 9 đại lộ từ Đại lộ 1 đến Đại lộ 9. Theo trục Nam Bắc gồm có đại lộ Chu Tước chính giữa, bên Tả kinh có 4 đại lộ từ Nhất phường tới Tứ phường, bên Hữu kinh cũng có 4 đại lộ từ Nhất phường tới Tứ phường. Đây là kiểu quy hoạch kinh thành theo chế độ Điều phường chế (Jōbōsei) thường thấy ở kinh đô các nước Trung Quốc, Nhật Bản và bán đảo Triều Tiên. Khoảng cách giữa 2 đại lộ liên tiếp nhau vào khoảng 532 m. Các khu vực được bao bọc bởi các đại lộ gọi là phường. Các phường được phân hoạch với nhau nhờ hệ thống hào và tường đất lợp ngói. Ngoài ra, bên trong các phường còn được phân chia bởi ba con đường theo các hướng Đông Tây và Nam Bắc thành các đinh (khu phố). Toàn bộ kinh thành, không tính khu Bắc Biên Phường (các phường ở cực phía Bắc của Hữu kinh), đạt đến kích thước 6.3 km theo hướng Đông Tây và 4.7 km theo hướng Nam Bắc.
Đất ở trong kinh thành được phân chia tỉ lệ theo quan tước, địa vị với đơn vị là đinh. Đứng đầu là quý tộc cao cấp chiếm 4 đinh, kế tiếp có các cấp độ như 2 đinh, 1 đinh, ½ đinh, ¼ đinh, 1/8 đinh, 1/16 đinh, 1/32 đinh... Vì đất đai theo chế độ công hữu nên trên nguyên tắc ở đây đất đai là do Thiên hoàng phân cho.
Trước đây nói chung người ta tán thành thuyết nói rằng kinh thành Heijō được xây dựng mô phỏng theo kinh thành Trường An triều Đường. Tuy nhiên hiện nay cũng có quan điểm được nhiều ý kiến tán đồng là nghi ngờ một sự liên hệ mật thiết nào đó giữa Heijō-kyō với Fujiwara-kyō vào thời điểm ngay trước đó, dựa trên mẫu của kinh thành Lạc Dương triều Bắc Ngụy, và là một sản phẩm phát triển độc đáo riêng của Nhật Bản. Nói cách khác, kinh thành Heijō là một thành thị hành chính đậm nét, chứ không hề có những dãy tường thành dày mang màu sắc quân sự như để đề phòng những cuộc xâm lược của Trung Quốc đối với một dân tộc biên cương xa lạ.
Sự quy hoạch đường phố của kinh thành Heijō làm thành cơ sở của Hạ đạo (Shimotsumichi) và Trung đạo (Nakatsumichi) trong hệ thống Đại Hòa Cổ Đạo (Yamato no Kodō). Hạ đạo tiếp xúc và nối dài Đại lộ Chu Tước, còn Trung đạo thì tiếp xúc và nối dài Đại lộ Tứ phường giới hạn phần phía Đông của Tả kinh. Từ Đại lộ 2 đến Đại lộ 5, khu vực 3 phường phân hoạch theo chế độ Jōbōsei trải dài về phía Đông của Đại lộ Tứ phường được gọi là Ngoại kinh. Ngoài ra, ở phần cực Bắc của Hữu kinh có 2 đinh trải ra về phía Bắc được gọi là Bắc Biên Phường.

### Công trình, kiến trúc

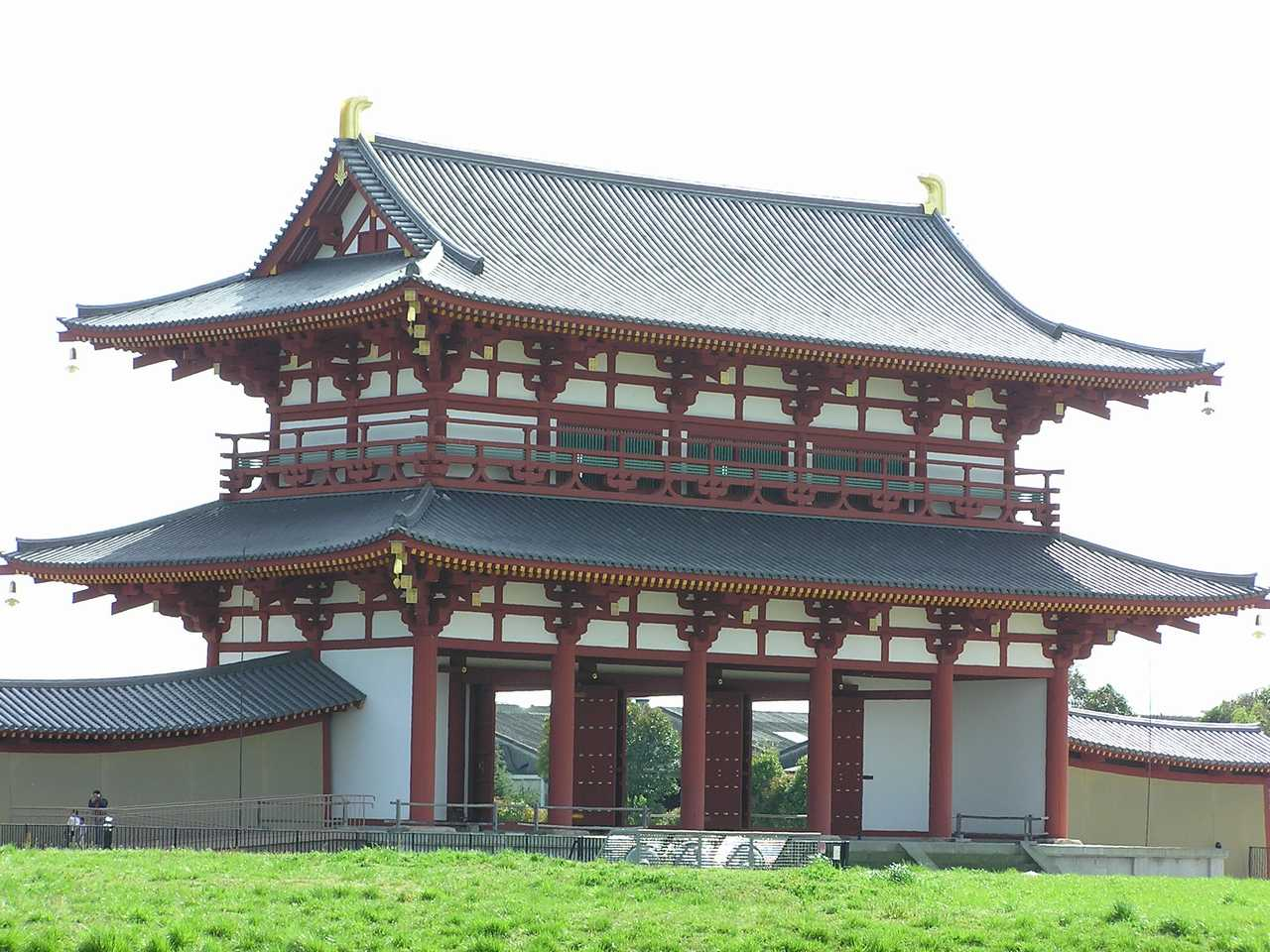
Chu Tước Môn - Heijō-kyō (dựng lại)

Cung điện Heijō tọa lạc ở đầu phía Bắc của Đại lộ Chu Tước, ở vị trí này có Chu Tước Môn (Suzakumon). Cung Heijō ngay từ khi xây dựng xong vẫn nằm ở cùng vị trí ban đầu. Chính điện –  kiến trúc trung tâm của cung Heijō – bị phá hủy vào năm 740 khi dời đô đến Kuni-kyō, sau đó đã được xây dựng lại ở phía Đông của vị trí cũ. Đầu phía Nam của Đại lộ Chu Tước là La Thành Môn (Rajōmon), ở rìa phía Nam của Đại lộ thứ 9 là La Thành bao bọc toàn bộ kinh thành. Tuy nhiên, có ý kiến cho rằng La Thành chỉ tiếp xúc với La Thành Môn ở một quãng nhỏ.
]
Chùa chiền, đền miếu trong kinh thành rất nhiều, tiêu biểu như là Đại An Tự (Daianji), Dược Sư Tự (Yakushiji), Hưng Phúc Tự (Kōfukuji), Nguyên Hưng Tự (Kangōji). Đây là những chùa lần lượt được chuyển đến vào dịp dời đô từ Fujiwara-kyō sang. Ngoài ra còn có Đông Đại Tự (Tōdaiji) ở phần ngoại biên phía Đông của kinh thành, tiếp xúc với Ngoại kinh, được Thiên hoàng Shōmu cho xây dựng vào năm 752. Tây Đại Tự (Saidaiji) nằm ở phía Bắc của Hữu kinh, được Thiên hoàng Shōtoku cho xây dựng vào năm 765 (năm Tempyō-jingo thứ 1). Tất cả những chùa này cùng với Pháp Long Tự (Hōryūji) hợp thành Nam Đô Thất Đại Tự (7 ngôi chùa lớn ở kinh đô phương Nam).
Ngày 3 tháng 10 năm 2006, Ủy ban giáo dục thành phố Yamatokooriyama đã công bố sự tồn tại xác thực của Đại lộ thứ 10 ở kinh thành Heijō. Điều này dựa trên việc phát hiện ra thêm tàn tích một bộ phận của La Thành, cùng với những di tích về đường phố. Phần La Thành này không phải loại tường đất như kiểu kinh thành Trung Quốc mà là loại thành với những tường rào gỗ lợp ngói. Chỉ có ở vài mặt mới có những đoạn tường cao bằng đất lợp ngói.